# Yun Huang
Yun Huang (* 1. November 1991 in Chengdu, China) ist eine deutsche Schauspielerin.

## Leben
Yun Huang wurde in China geboren. Mit sechs Jahren kam sie nach Deutschland. Neben Aachen, Stuttgart und Berlin lebte sie auch in Japan, der Schweiz und in Israel. Dadurch spricht sie außer ihren Muttersprachen Deutsch und Chinesisch fließend Englisch, Französisch, Italienisch und Japanisch sowie etwas Hebräisch.
Ein Architekturstudium brach Huang nach einem Jahr ab, um von 2012 bis 2015 einen Bachelor in Physical Theatre an der Scuola Teatro Dimitri in der Schweiz zu erwerben. Seitdem bildete sie sich in verschiedenen Schauspiel-Workshops und Seminaren – unter anderem bei Susan Batson oder in der Meisner-Technik – weiter.
Huang lebt in Berlin.

## Karriere
Ihre erste Fernsehrolle hatte Huang 2018 im Tatort: Wir kriegen euch alle. In der Fernsehserie In aller Freundschaft war sie in der 22. Staffel 2019 als Chen Mi Lan zu sehen. Als Ellen Reichard spielte sie in der ARD-Telenovela Rote Rosen von 2020 bis 2021 eine der Hauptrollen. Im März 2022 übernahm Yun Huang die Rolle der Rechercheurin und IT-Expertin Julia Lulu Zhao in der 46. Staffel von Der Alte. Dabei spielt sie auch in dem Serienspecial Tod am Kliff  mit. Beim Wechsel des Hauptdarstellers von Jan-Gregor Kremp zu Thomas Heinze in der 47. Staffel blieb sie dabei neben Stephanie Stumph Teil des Ermittlerteams. Seit dem 19. August 2022 ist Huang in der mit dem Grimme-Preis 2023 ausgezeichneten ersten achtteiligen Staffel der Netflix-Thrillerserie Kleo zusammen mit Jella Haase in der Rolle der BND-Agentin Min Sun zu sehen. Am 7. September 2022 hatte die 15. Episode Die siebte Person der Kriminalfilmreihe Spreewaldkrimi mit Yun Huang als Toni Premiere auf dem Festival des deutschen Films in Ludwigshafen. Die offizielle Erstausstrahlung im ZDF war am 30. Januar 2023. Im April 2024 hatte der Kurzfilm The Light That Painted You von Jonathan Berlin mit Yun Huang als Wettbewerbsbeitrag auf dem Filmfestival Achtung Berlin Premiere. In der Filmkomödie Alter weißer Mann von Simon Verhoeven spielte sie die Unternehmensberaterin Lian Bell an der Seite von Jan Josef Liefers.

## Filmografie (Auswahl)

### Kinofilme
- 2019: The Thinner the Air. Kurzfilm. Regie: Alice Evermore
- 2020: Schlaf. Regie: Michael Venus
- 2024: The Light That Painted You. Kurzfilm. Regie: Jonathan Berlin
- 2024: Alter weißer Mann. Regie: Simon Verhoeven
- 2025: Es geht um Luis. Regie: Lucia Chiarla

### Fernsehen
- 2018: Tatort: Wir kriegen euch alle
- 2019: In aller Freundschaft (Fernsehserie, Staffel 22, Folgen 851–874)
- 2019: Tatort: Das perfekte Verbrechen
- 2020: SOKO Leipzig (Fernsehserie, Staffel 21, Episode: Tod auf der Seidenstraße)
- 2020–2021: Rote Rosen (Fernsehserie, Staffel 18)
- 2021: Dreiraumwohnung (Fernsehfilm)
- seit 2022: Der Alte (Fernsehserie, Folgen 444–)
- 2022: Kleo (Netflix-Serie, Staffel 1)
- 2023: Spreewaldkrimi: Die siebte Person (Fernsehfilm)
- 2023: SOKO Hamburg (Fernsehserie, Staffel 5, Episode 9: Die erste Geige)
- 2023: Ostfriesenfeuer (Fernsehfilm)
- 2024: Bettys Diagnose (Fernsehserie, Staffel 10, Episode 17: Nur du)
- 2024: SOKO Köln (Fernsehserie, Staffel 22, Episode 21: Ungebunden)
- 2024: Tatort: Made in China